# Stephan Enroth

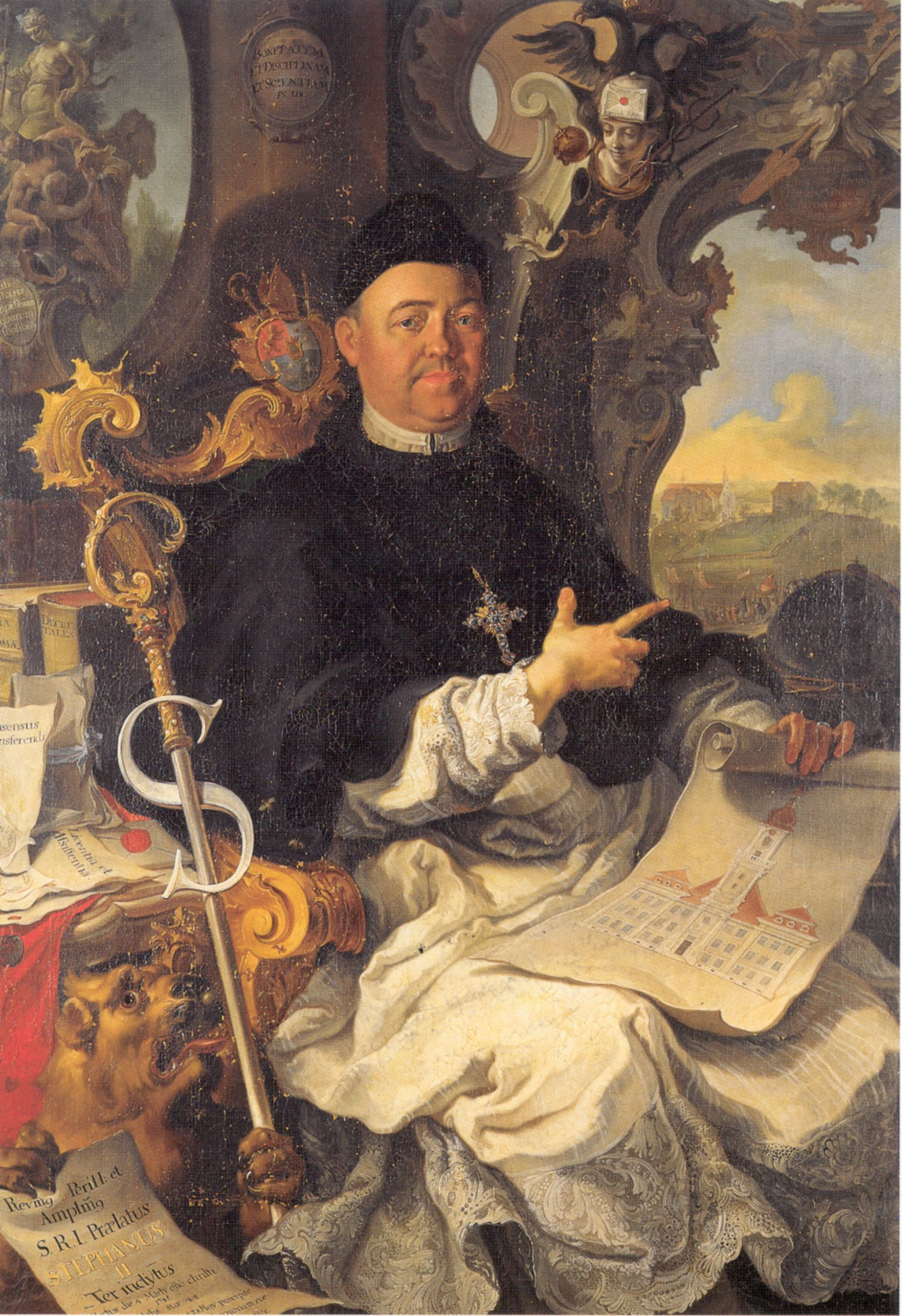
Stephan Enroth

Stephan Enroth (* 11. Februar 1701 in Meersburg; † 28. Mai 1746 in Bachhaupten) war Abt der Reichsabtei Salem.

## Leben
Stephan II. Enroth aus Meersburg trat 1720 in die Reichsabtei Salem ein und studierte Philosophie und Theologie in Dillingen, Freiburg und Rom. Nach der Priesterweihe 1725 lehrte er Theologie im Kloster und war Pfleger in Alt-Birnau und Schemmerberg. Am 4. März 1745 wurde er zum Abt gewählt und im Oktober von Fürstbischof Kasimir Anton von Sickingen benediziert.
Abt Stephan ließ 1746 mit päpstlicher Genehmigung die baufällige Wallfahrtskapelle Alt-Birnau abreißen und die Marienstatue auf klostereigenes Gebiet, oberhalb des Klostergutes  Schloss Maurach, verlegen. Sein plötzlicher Tod mit nur 45 Jahren wurde von der Bevölkerung als Strafe für die ’Entführung’ des Gnadenbildes wahrgenommen. Die Pläne für die Neuerrichtung der heutigen Wallfahrtskirche Birnau waren schon fertig, wurden aber erst von Enroths Nachfolger Anselm II. Schwab realisiert.
Das Ölgemälde von Gottfried Bernhard Göz zeigt Abt Stephan Enroth mit dem Fassadenentwurf der Wallfahrtskirche Birnau.